# 嗨氏
嗨氏（1997年12月29日—），本名江海涛，中国大陆《王者荣耀》玩家，原虎牙直播主播，现快手主播。

## 简介
嗨氏在13岁时开始接触《反恐精英》、《穿越火线》等游戏，在爱拍处制作视频。
15岁时，嗨氏成为《英雄联盟》WE战队青训队的一名队员。
嗨氏通过直播《王者荣耀》进入游戏主播行业，赶上《王者荣耀》的爆发期，并一举成名。
19岁，嗨氏粉丝数量超过300万，并以唯一的《王者荣耀》主播身份受邀参加微博红人节，并被邀请成为《高能少年团》嘉宾。
2017年中旬，参与录制浙江卫视真人秀节目《高能少年团》第一季最后一期。8月27日，嗨氏离开虎牙直播，转战斗鱼直播。

## 争议
2017年8月18日，虎牙主播楚河在直播间指责嗨氏有人品问题，后在22日在bilibili通过视频曝光相关问题：
1. 私下把自己当大主播，对其他虎牙主播不理睬或者起冲突，随后和其他直播平台见面谈工资，并要求虎牙加工资。
2. 让自己公司的员工当网络水军给自己增加人气，去别的主播房间发表具有煽动性和争议性的言论。
3. 侮辱主机区后不承认，并找借口。
4. 对女粉丝进行人肉搜索。
5. 不达到自己目的时，就以停播威胁虎牙直播。
6. 伪造学历。
7. 组织网络水军下载虎牙APP刷差评。
8. 盗用画手的画印制为T恤、周边等放在自己的店铺出售。
9. 与主播陈子豪发生矛盾。

8月21日，董小飒直播时称主播张大仙转平台时，嗨氏的母亲逼迫董小飒侮辱张大仙。
8月22日，嗨氏承认学历造假和盗用画手事件，并声称与陈子豪和解，没有任何公关团队，否认逼迫董小飒。后嗨氏和楚河矛盾激化，互相寄发律师函。
8月27日，嗨氏宣布离开虎牙直播，成为斗鱼TV主播。虎牙直播于8月27日发表微博称嗨氏加入斗鱼tv的行为违约，并在8月28日通过法院民事裁决书冻结其4970万元人民币的资产。
8月31日到9月4日，嗨氏以生病发烧为由停播。在期间出现嗨氏被法院禁止在斗鱼平台直播的传闻。9月5日，嗨氏进行了短暂的直播，否认被禁播的传闻。
12月26日，嗨氏因未履行法律文书确定的给付义务，因此被广州市番禺区人民法院纳入失信被执行人名单。

## 外部連結
- 嗨氏的B站空间（页面存档备份，存于）
- 嗨氏的斗鱼直播间（页面存档备份，存于）